# Lispocephala extera
Lispocephala extera är en tvåvingeart som beskrevs av Hardy 1981. Lispocephala extera ingår i släktet Lispocephala och familjen husflugor. Inga underarter finns listade i Catalogue of Life.